# Murmansk
Murmansk (rusky Мурманск, sámsky: Murmanska) je přístavní město na severozápadě Ruska, na poloostrově Kola, blízko hranic s Norskem a Finskem. Murmansk je správním střediskem Murmanské oblasti. Žije zde přibližně 267 tisíc obyvatel a je tak největším sídlem za polárním kruhem. Městu se přezdívá Brána Arktidy.

## Etymologie
Murmani nebo Urmani tak Rusové nazývali Nory a Normany. Později se tento název přenesl i na zemi, kde se tito cizinci objevovali buď za účelem obchodu a nebo loupení. Jako Murman bylo nazýváno pobřeží Barentsova moře (nazývaného dříve Murmanské moře), sousední Norsko a také celý poloostrov Kola. Podle této teorie tedy Murmansk znamená „město na Murmanu“
Jiná teorie se domnívá, že Murman vzniklo prostým spojením sámských slov mur - moře a ma - země).

## Poloha a klima
Murmansk je největší město za severním polárním kruhem (68°58’ s. š.) – roku 2011 zde žilo 307 257 obyvatel. Vzdálenost od Petrohradu po železnici je 1445 km. Město je důležitým přístavem, jediným ruským v Barentsově moři, který po celý rok nezamrzá, za což vděčí teplému Golfskému proudu. Ještě v březnu 1918 odsud vyplul poslední transport československých legionářů tzv. "Severní cestou" na bojiště do Francie, další již odjížděly po magistrále do Vladivostoku. 
Město leží v subarktickém podnebném pásu. Průměrné roční srážky jsou poměrně nízké (376 mm), nejdeštivějším měsícem je srpen. Průměrná roční teplota činí 0,1 °C (12,8 °C v červenci, -9,9 °C v lednu).

## Dějiny

### Založení
V roce 1822 navštívil Kolský záliv, kde se dnes rozkládá Murmansk, ruský geograf Fjodor Litke a popsal ji jako zemi s panenskou přírodou, kde jsou jen břízy a smrkové háje. V 70. letech 19. století se objevily první plány na založení přístavního města za polárním kruhem. V 90. letech 19. století gubernátor Archangelské gubernie Alexandr Platonovič Engelhart aktivně prosazoval myšlenku výstavby železnice na severní část poloostrova Koly. Ale v té době bylo rozhodnuto, že vybudování nových dvou železnic Vologda-Archangelsk (1895-1898) a Perm-Vjatka-Kotlas (1896-1899) pro Archangelskou gubernii postačuje.
V roce 1903 na Mezinárodním rybářském kongresu v Petrohradě vyzval profesor Vsevolod J. Timonov k vybudování ruského rybářského přístavu za polárním kruhem. Toto téma bylo na stejném kongresu předneseno ještě v roce 1908. Ale zatím zůstávalo jen u slov.
V roce 1912 se na Murmanském pobřeží začalo hledat vhodné místo pro založení nového města. Neexistoval jednotný názor, kde město založit. V červnu 1914 dorazil na pobřeží Valerian Ljachnickij, aby vybral vhodná místa pro budoucí přístavy a osady. Na základě jeho výzkumu bylo vybráno místo budoucího města. Toto místo vybral Ljachnickij v prvních měsících první světové války, aby Rusko bylo schopno nepřetržitě dostávat vojenské zásoby od Dohodových spojenců, protože Černé a Baltské moře byly zablokovány nepřítelem.
S plánem na vybudování přístavu bylo nutné urychleně postavit železnici, která by nový přístav napojila na zbytek Ruska. O založení města definitivně rozhodl ruský imperátor Mikuláš II. dne 19. července 1916 a rozhodl se ho pojmenovat po svém rodu Romanov na Murmaně. Oficiální datum založení je ale až 4. říjen 1916, kdy byl slavnostně položen základní kámen chrámu Svatého Mikuláše - patrona mořeplavců. Město se stalo posledním založeným městem v Ruské říši. V zimě 1916-1917 zde kotvily spojenecké lodi. Po Únorové revoluci dostalo město svůj současný název - Murmansk.

### Revoluce a intervence
V roce 1917, po Říjnové revoluci, byl v Murmansku vytvořen dočasný revoluční výbor, v jehož čele stáli bolševici. V souvislosti s uzavřením brestlitevského míru došlo v březnu 1918 ve městě k vylodění Dohodových vojsk - to byl začátek tzv. intervence. V roce 1919 přešla moc v Murmansku na bílé a prozatímní vláda severní oblasti uznala moc admirála Kolčaka. Na podzim 1919 byla Dohodová vojska donucena se z města evakuovat. Dne 21. února 1920 vypuklo v Murmansku protibělogardské povstání a dne 13. března byla s příchodem pravidelných jednotek Rudé armády nastolena definitivně sovětská moc.

### Meziválečná léta
Na počátku dvacátých let 20. století měl Murmansk méně než 2 500 obyvatel a procházel úpadkem. Bylo zde jen několik menších průmyslových podniků a rybářství prakticky nefungovalo. Město tvořily jen dvě nebo tři ulice jednopatrových domů, přeplněné dělnické baráky, neuspořádaný shluk chatrčí a vysloužilé železniční vagony upravené pro bydlení. Město několikrát změnilo svůj statut. V roce 1921 se Murmansk stal centrem stejnojmenné provincie.
Ve druhé polovině dvacátých let určil Sovětský svaz rozvoj severního přístavu za svou základní strategii a město se tak začalo rychle rozvíjet. Na ulicích byly položeny dřevěné chodníky, byly budovány nové jednopatrové a dvoupatrové dřevěné domy. V roce 1927 byla v Murmansku postavena první zděná budova, která se zachovala dodnes. Od roku 1937 je Murmansk jednou za zásobovacích a opravárenských základen Severní floty. Ve městě se také rozvíjel murmanský přístav pro civilní účely, především pro rybolov. Ve městě vznikl závod na zpracování ryb a na opravu lodí.
V roce 1934 vznikla v Murmansku autobusová doprava. Ve stejné době začal jezdit po železniční trati speciální rychlovlak Polární šipka do Leningradu. Od roku 1938 je Murmansk centrem Murmanské oblasti.

### Velká vlastenecká válka
Na začátku Velké vlastenecké války bylo v Murmansku již několik desítek cihlových a kamenných budov a počet obyvatel dosáhl 120 tisíc. Během války byl Murmansk opakovaně napadán ze vzduchu, počínaje 22. červnem 1941. K ochraně města, přístavu a železničního uzlu byla vytvořena brigády murmanské protivzdušné obrany. 150 tisíc německých vojáků rozmístěných v Arktidě mělo od Hitlera rozkaz zmocnit se Murmansku, přes který spojenecké konvoje dovážely suroviny, válečný materiál, zboží a zásoby v rámci programu Zákon o půjčce a pronájmu. Podle propočtů německého velení měl být Murmansk dobyt za několik dnů. Dvakrát (v červenci a v září) zahájila německá vojska generální ofenzívu proti Murmansku, ale obě ofenzívy byly odraženy. Na město bylo provedeno 792 náletů a shozeno celkem 185 tisíc bomb. Mezi sovětskými městy byl více bombardován jen Stalingrad. V důsledku bombardování byly zničeny tři čtvrtiny budov. Nejtěžší bombardování bylo 18. června 1942, kdy bylo na město svrženo asi 12 tisíc zápalných a asi 60 výbušných bomb. Německá letadla shazovala na převážně dřevěné město především zápalné pumy, aby bylo obtížné bojovat s požáry. Celkem bylo během válečných let nad Murmanskem sestřeleno 103 německých letadel.
Dne 7. října 1944 zahájila sovětská vojska Petsamo-Kirkeneskou ofenzívu a tím byla hrozba pro Murmansk odstraněna.

### Poválečná léta
Na konci druhé světové války bylo město téměř úplně vypáleno. Zůstalo pouze přístavní zařízení a centrální část města, která byla tvořena převážně kamennými domy. V listopadu 1945 byl rozhodnutím sovětské vlády Murmansk zařazen mezi patnáct měst země (například spolu s Moskvou, Leningradem a Minskem), jejichž obnova byla prohlášena za prioritu. Na obnovu a rozvoj města bylo přiděleno 100 milionů rublů. V prvních poválečných letech byly vybudovány průmyslové podniky, kotviště, zařízení sociální infrastruktury a televizní komplex. Město bylo na počátku 50. let 20. století kompletně znovuvybudováno a přestavěno.
Do roku 1952 dosáhl objem obytné plochy v Murmansku předválečné úrovně a do roku 1962 se bytový fond ztrojnásobil. Od roku 1962 se ve městě místo zděných obytných budov začaly stavět panelové domy. K významnému rozšíření města došlo především v 70. letech a začátkem 80. let.

## Současnost
Murmansk je konečnou stanicí Murmanské (Kirovské) železnice z Petrohradu (délka 1445 km; elektrifikovaná, z větší části dvoukolejná), která je hlavní spojnicí s ostatními části Ruska; denně tudy jezdí rychlíky do Petrohradu, Moskvy, Vologdy, sezónně i do dalších destinací. Končí zde také federální silnice M18 „Kola“. V Murmansku se nachází střední a vyšší námořnická škola (Murmanská státní technická univerzita) a několik výzkumných středisek. Z průmyslu je významná stavba lodí, železářský a dřevozpracující průmysl, velký rybný kombinát. Městskou dopravu zajišťují trolejbusy (nejsevernější na světě) a autobusy.
Zdrojem dřívější relativní bohatosti města a jedním z důvodů pestrého národnostního složení byla přítomnost základny ruského námořnictva, která smutně proslula katastrofou jaderné ponorky Kursk v roce 2000. Z části ponorky je dnes památník obětem.
Murmansk, největší město v Arktickém kruhu, se postupně vylidňuje. Kolaps řízené ekonomiky byl příčinou odchodu části obyvatelstva na jih do teplejších oblastí a za lepšími pracovními příležitostmi. Někteří zamířili do Skandinávie, jiní do Moskvy a Petrohradu. V době těsně před rozpadem SSSR byl Murmansk domovem téměř 500 000 lidí. Přilákala je sem privilegia jako vyšší mzdy, delší dovolená a nižší penzijní věk. Od roku 1990 opustilo město kolem 200 000 lidí, rozčarovaných ztrátou výhod – a zhroucením centrálního městského systému vytápění. V roce 2019 zde žilo 292 000 obyvatel, z nichž 85 % tvoří Rusové, zbytek zejména ruskojazyční Ukrajinci, Bělorusové a další.
V roce 2007 se Murmansk stal výchozím bodem tzv. Arktického mostu, který by měl propojit evropské, asijské a severoamerické trhy.
V září 2022 bylo rozhodnuto, že v Murmansku bude vybudován nákladní terminál pro překládku potašových hnojiv s kapacitou 5-7 milionů tun ročně vyvážených z Běloruska.

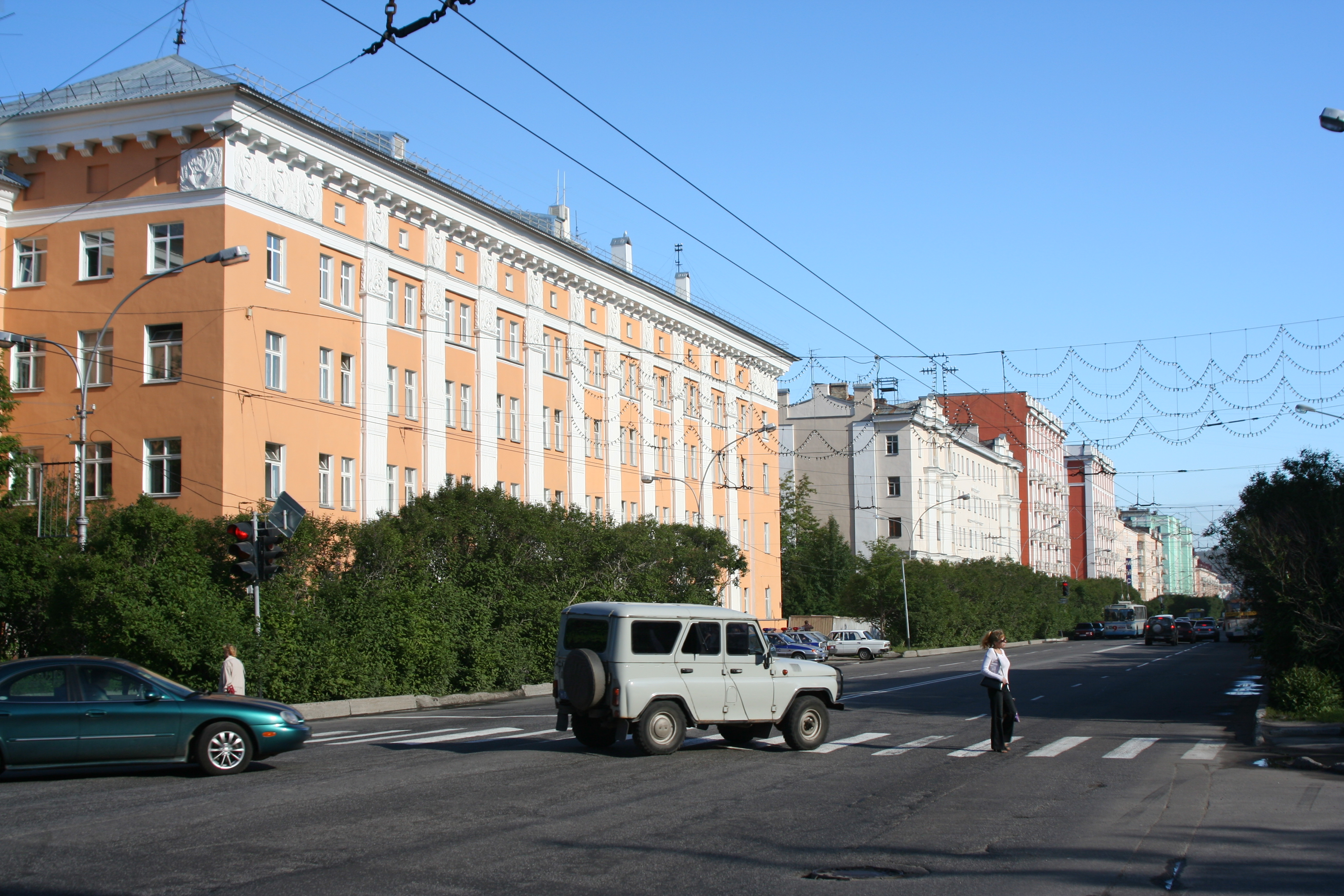
Hlavní ulice v Murmansku, Leninův prospekt

## Kultura a zajímavosti
Na kopci nad Murmanskem ční socha vojáka v notně nadživotní velikosti. Familiárně se mu říká Aljoša. Tuto sochu nechala ruská vláda postavit na památku námořníkům, kteří chránili město a přístav během druhé světové války. Murmansk byl také vyznamenán čestným titulem Město-hrdina.
V přístavu kotví ledoborec Lenin, dnes už na rozdíl od dalších čtyř vyřazen z provozu; slouží k reprezentačním účelům a jako muzeum.
Vždy poslední týden v březnu se v okolí Murmanska koná tradiční Festival Severu. Nedílnou součástí oslav jsou i oblíbené sobí závody a lyžařské maratóny.
V Murmansku sídlí krajská pobočka Všeruské státní televizní a rozhlasové společnosti: stanice Murman.
Po městě je pojmenována pražská ulice Murmanská.
Na podzim 2024 bylo oznámeno, že do tří let bude postavena v Murmansku nová pravoslavná katedrála, která se stane největší církevní stavbou za polárním kruhem. Chrám je navržen pro 600 lidí.

## Projekt Nový Murmansk
V roce 2022 měl být zahájen projekt Nový Murmansk, který zahrnuje výstavbu kongresového centra, hotelových a kancelářských komplexů na břehu zátoky Kola, vybavení nábřeží, vybudování Arktického muzea, zóny s restauracemi a kavárnami - to vše o rozloze téměř 38 tis. m². Projekt také zahrnuje rozvoj území námořního přístavu, železničních a autobusových stanic. Pro tyto účely bylo z ruského federálního rozpočtu vyčleněno 5 miliard rublů. Projekt Nový Murmansk má pomoci z chátrajících prostor nevyužívané loděnice vytvořit moderní městský prostor, což má pomoci přilákat do města nové mladé obyvatele. Začátek projektu se zpozdil kvůli soudním sporům s majiteli zkrachovalých firem v chátrajícím přístavu, kteří jsou proti projektu Nový Murmansk.

## Slavní rodáci
- Valentina Guninová (* 1989) - ruská šachová velmistryně
- Vladimir Nikolajevič Konstanstinov (* 1967) - bývalý ruský profesionální hokejista
- Roman Ljašenko (1979–2003) - ruský hokejový útočník
- Zlata Ogněvič (* 1986) - ukrajinská zpěvačka

## Partnerská města
- Tromsø, Norsko (1972)
- Vadsø, Norsko (1973)
- Jacksonville, Spojené státy americké (1975)
- Groningen, Nizozemsko (1989)
- Akureyri, Island (1994)

- Cuxhaven, Německo (2004)
- Douarnenez, Francie (2006)
- Homel, Bělorusko (2009)
- Alanya, Turecko (2014)
- Minsk, Bělorusko (2014)
- Charbin, Čína (2015)

Do roku 2022 existovalo partnerství s polským Štětínem, finským Rovaniemi a se švédským Luleå. Města ukončila spolupráci s Murmanskem v reakci na ruskou invazi na Ukrajinu.